# Battaglia di Megiddo (XV secolo a.C.)

Statua di Thutmose III.

La battaglia di Megiddo vide scontrarsi il faraone egizio Thutmose III, appartenente alla XVIII dinastia (Nuovo Regno) e una coalizione di 330 principi cananei guidati dal re di Kadesh. La data potrebbe essere il 16 aprile 1457 a.C. (secondo la cronologia media), sebbene altri studi riportino la battaglia nel 1482 o nel 1479 a.C.
La battaglia venne vinta dagli Egizi e le forze cananee si rifugiarono nella città di Megiddo, che venne quindi assediata. Ristabilendo il dominio egizio in Palestina, il faraone Thutmose III iniziò il periodo di massima espansione dell'Egitto.

## Thutmose
Thutmose dovette dividere per quasi vent'anni il suo regno con la regina Hatshepsut (moglie di Thutmose II). Ella, più anziana, affidò a Thutmose III il comando delle truppe operanti alle frontiere orientali del Delta. Il faraone riuscì a penetrare nella regione di Kadesh, per scontrarsi con una coalizione guidata dal monarca del paese, da soldati di Mitanni (così furono chiamati gli Urriti conquistatori dell'Anatolia e della Siria settentrionale) ed altri della Palestina e della Siria.
La sua prima campagna militare, raggiungere la città-stato di Megiddo, poco lontano da Nazaret e porta della Mesopotamia, fu certamente la più celebre.

## Le fonti
Le fonti più generose da cui attingere notizie delle famose campagne siriane di Thutmose III si trovano in maggior numero a Karnak, la più dettagliata è nota come gli "Annali di Thutmose III", altre si trovano sulle pareti del corridoio intorno al sacrario del tempio di Amon ed altre ancora su due stele, la prima rinvenuta a Gabel Barkal nel tempio di Napata, l'altra a Ermontis a poca distanza da Tebe.

## Le motivazioni
Nel 1484 a.C., circa, la città fortezza di Kadesh, situata tra il Libano e la Siria a circa 160 km da Damasco, era il centro della coalizione anti-egiziana di molti principati siriani (330) che sotto il regno di Thutmose I erano caduti sotto la dominazione egiziana e che ora mal sopportavano tale condizione di dipendenza politica. Essi avevano già formato un esercito di grande potenza.
Anche se la posizione geografica di Kadesh era sicuramente favorevole, il suo sovrano preferì riunire questo esercito confederato nella città di Megiddo. Thutmose III colse l'occasione della battaglia per emergere rispetto alla coreggente. Egli si proponeva di ristabilire la supremazia egizia su tutto il territorio fenicio, palestinese e siriano.

## L'avvicinamento e la battaglia

### L'avvicinamento
L'esercito egiziano attraversò il deserto, coprendo in dieci giorni i duecento chilometri che lo separava da Gaza, dopodiché si accinse a compiere la marcia conclusiva che li avrebbe portati alla catena montuosa oltre la quale si trovava Megiddo.
Giunto ad Aruna, il faraone dovette prendere una grave decisione riguardante la strada da percorrere con le sue armate, riunì così il consiglio di guerra. I casi erano tre: le due vie laterali erano larghe e agevoli; la prima conduceva a Taanach e l'altra a Djefti, ma entrambe avrebbero allungato di molto la distanza; inoltre vi era la possibilità di una strada centrale, talmente stretta che il carro d'oro del faraone ci sarebbe appena passato, e per di più, nel caso di un'imboscata, le truppe non avrebbero avuto via di scampo; l'unico lato positivo era che percorrendo la strettoia, si sarebbero accorciate notevolmente le distanze. Il re optò proprio per quest'ultima soluzione, nonostante il disappunto dei suoi generali, convinto che un attacco da quella direzione avrebbe colto il nemico di sorpresa. Gli ufficiali dell'esercito Egizio cercarono ancora di dissuadere il faraone che allora prese questa decisione: non avrebbe costretto il suo esercito a seguirlo, poiché coloro che avrebbero voluto sarebbero stati liberi di scegliere le altre due strade. L'esercito, compatto e convinto, decise di seguire il suo sovrano, e dopo tre giorni di riposo la marcia riprese. I soldati, in fila indiana, percorsero la gola in dodici ore.
La scelta di Thutmose III si rivelò la più sicura e veloce: i nemici, infatti, si aspettavano un attacco dalle due strade laterali, e Thutmose scorgendoli da lontano capì che tutto era andato secondo i suoi piani, e quando giunse nei pressi del torrente Kina si fermò, finché non giunse anche l'ultimo dei suoi soldati, costretti a marciare in fila e molto lentamente. Quando l'esercito fu completamente riunito nella pianura, il re fece rifocillare e riposare gli uomini. L'attacco sarebbe stato rimandato di qualche giorno; la luna nuova avrebbe portato migliori auspici.

### La battaglia
Nel giorno della festività della Luna Nuova, l'esercito si schierò per il combattimento: pur trovandosi di fronte forze immense, gli Egiziani riuscirono a mettere in fuga gli avversari che si rifugiarono dai propri accampamenti all'interno della città. Anziché cogliere il momento favorevole, le truppe di Thutmose saccheggiarono il campo dei confederati rimasto abbandonato.
Iniziò l'assedio: gli egiziani scavarono un fossato intorno alle mura circondandolo con una palizzata: l'assedio durò tutta l'estate e l'inverno sino a dicembre, quando Megiddo si arrese. Furono fatti prigionieri circa cento principi ed alcune delle loro donne; solo il capo dell'insurrezione riuscì a fuggire, ma l'esercito confederato si era ormai disgregato. I piccoli paesi della coalizione, disgiuntamente, non costituivano più alcun pericolo per la grande armata egizia e per il paese stesso.
Scritto dalle campagne asiatiche di Tutmosi III:
E quando questi lo vedono risoluto verso di loro, scappano verso Megiddo, inciampando e cadendo con la testa a terra, col terrore sui volti, abbandonando cavalli, carri, oro e argento.
Liberatisi di essi, usano le vesti per issarsi sulle mura di questa città, perché la popolazione aveva chiuso ogni porta.
Dopo, i soldati di Sua Maestà catturarono i loro cavalli e i loro carri d’oro e d’argento, ormai divenuti facile preda.»

## Conseguenze
Il faraone conquistò un ricco bottino, ma non infierì contro i nemici catturati e la loro guarnigione, sfoggiando grande magnanimità: semplicemente li ammonì e dopo aver ottenuto da loro il solenne giuramento della loro fedeltà li lasciò tornare nelle loro città.
La politica militare di Thutmose, in realtà, non era finalizzata allo sterminio e alla distruzione delle città nemiche, ma al controllo delle terre conquistate e ad allargare i confini del regno; per questo motivo i principi, sottomessi, vennero condotti a Tebe in modo che potessero trascorrere un lungo periodo di vita "all'egiziana", in questo modo i suoi ospiti avevano l'opportunità di studiare alla scuola di corte ed il faraone il controllo sugli "ostaggi" che una volta terminati gli studi, avendo anche acquisito gli usi tebani ed imparato ad apprezzarne i costumi, fossero quindi pronti per essere riaccompagnati nella loro terra di origine.
Thutmose solitamente inviava i suoi ufficiali di fiducia nelle terre conquistate con il compito di perlustrarle per evitare nuovi tentativi di ribellione.

## Curiosità
- Questa fu la prima battaglia ad essere registrata con dettagli considerati affidabili. Viene ricordato il bottino di guerra poiché rappresentava un segno di rango e di prestigio, soprattutto nel caso dei cavalli catturati, 2041, assai graditi perché ancora rari in Egitto.
- Gli interi sviluppi della battaglia sono narrati in un papiro trovato praticamente intatto sotto le sabbie dell'Egitto, opera probabilmente dello scriba personale di Tuthmose III.
- Dal nome di Meghiddo trae spunto il simbolismo apocalittico relativo ad Armageddon, dall'ebraico Har-Meghiddòhn, letteralmente Monte di Megiddo.[2]